# Rabshakeh
Rabshakeh o Rab-shakeh/Rab-shaqe ( accadico : Rabshaqe ; ebraico: רַבְשָׁקֵה - eb. moderno: Ravshake, eb. tiberiano: Raḇšāqē; greco antico: Ραψακης Rapsakēs), Rabsaces (in latino e neo-aramaico ܪܵܒܫܵܩܹܐ) è un titolo che significa "capo dei principi" nelle lingue semitiche accadiche e aramaiche. Il titolo fu dato al gran coppiere o al visir delle corti reali accadiche, assira e babilonese nell'antica Mesopotamia.

Nella corte assira, il rabshaken era il secondo funzionario per importanza, superato solo dal Primo Ministro (Turtanu). Al tempo del re Salmanassar III (regno 859-824 a.C.), il Gran Coppiere amministrava il territorio compreso tra l'alto corso del Tigri e Tur-Abdin.
Durante la Prima Guerra Mondiale, il rabshaken era un ufficiale delle truppe siriane.
In italiano figura anche come "Rabsache" o "Rabsace".

## Testimonianze bibliche
Nell'Antico Testamento, il Rabsache è uno dei tre messaggeri che il re assiro Sennacherib invia a Ezechia, Re di Gerusalemme, per negoziarne la resa durante l'invasione assira della Palestina nel 701 a.C. Gli altri due erano il Primo Ministro (Turtanu, riportato come Tartan) ed il Capo-Eunuco (Rabsaris). Il discorso che il Gran Coppiere pronunciò, in lingua ebraica, davanti a tutto il popolo della città, mentre stava vicino al muro sul lato nord, è riportato in Re II 18:27–37 e in Isaia 36:2–20.